# Haploniscus bruuni
Haploniscus bruuni är en kräftdjursart som beskrevs av Menzies och George 1972. Haploniscus bruuni ingår i släktet Haploniscus och familjen Haploniscidae. Inga underarter finns listade i Catalogue of Life.